# Buddy/恋しくて
「Buddy／恋しくて」（バディ／こいしくて）は、小沢健二の15枚目のシングル。1997年7月16日に東芝EMIから発売。同年8月8日に7インチアナログ盤（2枚組）としても発売された。現在廃盤で、全楽曲がアルバム未収録となっている。

## 解説
前作から8か月振りのシングル。8cmシングルでありながら、4曲もの楽曲が収録されており、外袋のステッカーにも「contains 4 NEW TRACKS」「3 NEW SONGS」との表記がある。歌詞の文字数が多いためか、歌詞カードが別になっている。
「恋しくて」は、アコースティックギターとドラムとハープによるシンプルなアレンジの「Beatnik Version」もあり、プロモーション用に150枚限定でCDを制作し、配布された。このバージョンは、以前J-WAVEで担当していたレギュラー番組『A Radio Show Named Saturday』で何度かかけられ、夏に富士見高原で行われたJazzイベント "The Party-Party '97" に渋谷毅オーケストラと出演した際にも演奏された。

## 収録曲（CD盤）
1. Buddy（3分18秒）
2. 恋しくて（3分57秒）
プリンスがバングルスに提供した「Manic Monday」をサンプリングしている。
3. 恋ってやっぱり（3分01秒）
友人であるタケイ・グッドマンの結婚の祝いに「一発録り」で作られた。
4. それはちょっと（5分30秒）
同名シングルのジャズアレンジだが、歌詞が一部異なる。3と同じく一発録り。

全作詞：小沢健二　作曲（#1～3）：小沢健二　（#4）：筒美京平　全編曲：小沢健二

## 収録曲（アナログ盤）
1枚目 
- SIDE A Buddy
3分18秒。
- SIDE B 恋しくて
3分57秒。

2枚目 
- SIDE C 恋ってやっぱり
3分01秒。
- SIDE D Buddy (Instrumental)
3分18秒。
アナログ盤のみ収録。

（全曲 作詞・作曲:小沢健二）

## 参加ミュージシャン・スタッフ
| 参加ミュージシャン - “恋ってやっぱり” and “それはちょっと” from “結婚組曲” - all songs written,arranged and produced by kenji ozawa for dkm except where noted. - recorded and mixed by hiroyuki hamano - all instruments on "buddy" and "恋しくて" played by ; kenji ozawa and chiharu kuroki - "buddy" sung with ; 佐波圭一君 and matt takei from cartoons. - "恋ってやっぱり" and "それはちょっと" recorded "一発録り" with ; takeshi shibuya (p.), tamio kawabata (b.) and kenji ozawa (g., vo.) - "buddy" contains samples from "walk tall" (zawinul-marrow-rein) zawinul music (BMI), as recorded by the cannonball adderley quintet ; "celebration song" (steve miller-ben sidran) ASCAP, as recorded by the steve miller band ; "long red" (west-pappalardi-ventura-landsberg) windfall music (BMI), as recorded by mountain. - "恋しくて" contains a replayed sample from "manic monday" (christopher) island music, as recorded by bangles. | スタッフ - a&r director ; hiromitsu takada (toshiba emi) - exective producers ; makoto ito for dkm and yoshiaki sanada (toshiba emi) - art direction and design ; keiko hirano (hirano studio) photography ; kenny - mastered by tom coyne at sterling sound, new york - written and recorded in tokyo |

## テレビ出演
- Buddy
  - 1997年7月25日 テレビ朝日『ミュージックステーション』